# Église des Ermites
L'église des Ermites (chiesa delle Eremite en italien) est une église catholique de Venise, en Italie. Elle donne son nom au rio qui la borde.

## Historique
Les sœurs Angela et Lucia Pasqualigo de famille patricienne vénitienne ont formé, en 1628, une congrégation de femmes pieuses dans deux maisons converties en monastère, avec une chapelle attenante dédiée à Jésus et Marie. 
En 1633, le monastère fut élargi et l'oratoire fut transformé en église. 
Le 1er juillet 1647, le pape Innocent X assigna la Règle de saint Augustin aux pieuses femmes et confirmation leur constitution.
La communauté fut supprimée le 21 juin 1806, en exécution du Décret Royal du 8 juin 1805. En 1821, on introduisit dans ce couvent les Servites ermites de Maria Adollorata.